# 후쿠이티탄

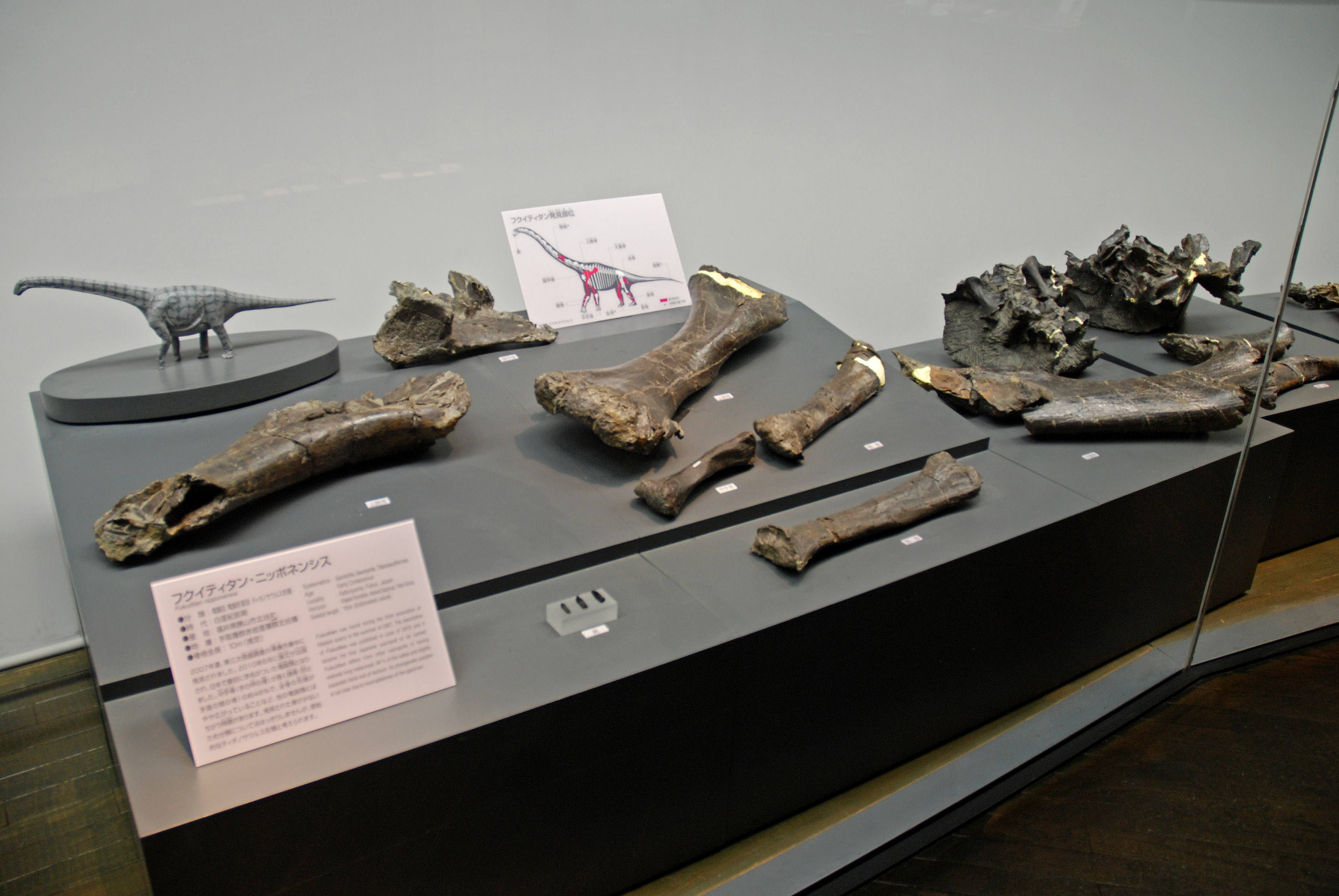

후쿠이티탄(Fukuititan)은 일본에서 서식한 용각류이다.